# Queso de Los Beyos
El queso de Los Beyos es una indicación geográfica protegida de queso que se elabora en los concejos de Ponga y Amieva en el Principado de Asturias y en el municipio leonés de Oseja de Sajambre, España.
Los Beyos es un desfiladero tallado por el río Sella perteneciente a los concejos asturianos de Amieva y Ponga, y al municipio leonés de Oseja de Sajambre. Se discute si la etimología del topónimo beyo es de origen céltico o latino, creyendo la mayor parte de los especialistas que se trata de un bedus, voz de origen céltico latinizado.

## Elaboración
El queso que se elabora en esta zona es indistintamente de vaca, de cabra o de oveja. Nunca se mezclan las leches de especies diferentes. En la actualidad, prácticamente todos los quesos de Los Beyos son de vaca.
Se usa la leche ordeñada por la mañana mezclada con la ordeñada por la tarde. Se le añade cuajo para proceder a la coagulación y se somete a un desuerado natural. Una vez que se pasa a los moldes se colocan en estanterías en una habitación para someterlos al proceso del ahumado. Por último, se llevan a un lugar seco y ventilado y se dejan allí entre 15 días y 3 meses para que maduren.

## Características
Es un queso de tipo semiduro a duro, de peso no superior a 500 gramos, con una corteza seca y rugosa, de color amarillo, cremoso. Desprende un aroma suave y tiene un sabor algo ácido, aunque suave. Si se aprecian ojos es síntoma de que la leche que se usó se hallaba a una temperatura demasiado alta y se desueró muy rápido, haciendo que la masa no se compacte de forma correcta.
En San Juan de Beleño se celebra un importante certamen el último domingo de mayo. El primer sábado de junio se celebra otro en Amieva y cuenta con una destacada presencia en el certamen de los quesos de los Picos de Europa que hay en Cangas de Onís. Asimismo, una exposición de queso de Los Beyos tiene lugar durante la Feria de Oseja de Sajambre, que se celebra en el mes de octubre.

## Zona de elaboración
Las localidades donde se produce el queso son El Arenal, San Ignacio, Bores, Canisqueso, Rubiellos, Vidosa y Viego (Ponga), en algunos lugares del concejo de Amieva y en las cinco localidades que forman el Valle de Sajambre.

## Situación actual
En la actualidad, los municipios de Amieva y de Oseja de Sajambre, fabricantes del mismo queso, están a la espera de la decisión judicial en el pleito interpuesto a raíz de la apropiación indebida que hizo el concejo de Ponga de la marca "Los Beyos".